# Robotarm

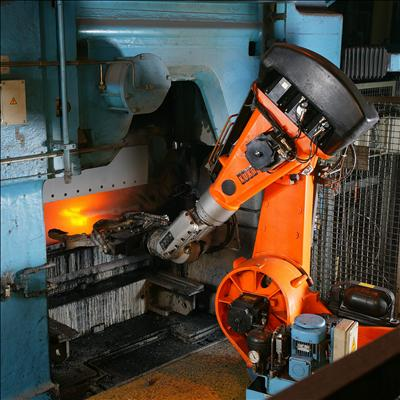
Een robotarm.

Een robotarm is een mechanische manipulator met vergelijkbare functionaliteit als een menselijke arm. Een robotarm bestaat uit een aantal segmenten die met elkaar verbonden zijn door gewrichten, en waartussen translaties en/of rotaties mogelijk zijn. Deze delen vormen samen een kinematische keten. De wijze waarop de onderdelen met elkaar verbonden zijn en hoe ze onderling kunnen bewegen bepaalt het aantal vrijheidsgraden van de robotarm.
Aan het eind van de robotarm bevindt zich het gereedschap waarmee de robot een taak kan uitvoeren, zoals iets vastpakken of draaien.
Een robotarm wordt bewogen door de actuatoren (zoals elektromotoren) aan te drijven. Inverse kinematica wordt gebruikt om te berekenen hoe de actuatoren aangedreven moeten worden als men het werktuig aan het eind van de robotarm naar een bepaalde positie en oriëntatie wil bewegen. Het bewegen van een robotarm valt onder bewegingsplanning.
Een robotarm kan handmatig aangestuurd worden met een bedieningspaneel of een robotarm kan geprogrammeerd worden om taken zelfstandig uit te voeren.

## Toepassingen

### Zorg
In de zorg wordt de robotarm tevens gebruikt als hulpmiddel. Zo kan deze worden ingezet bij mensen met een functiebeperking, als gevolg van een dwarslaesie, spierziekte, spasticiteit, neurologische aandoening of ouderdom. Het doel van de robotarm is zelfstandigheid vergroten voor degenen die voor veel alledaagse handelingen afhankelijk zijn van een zorgverlener. Omdat een mens van nature autonoom wil zijn, beïnvloedt de robotarm bovendien de kwaliteit van leven op positieve wijze. In Nederland wordt een robotarm door de meeste zorgverzekeringen vergoed.

### Industrie
Een bekende toepassing van robotarmen is de industrie: voor de productie van allerlei producten worden robotarmen gebruikt om processen te automatiseren. Robotarmen worden meestal ingezet voor 3D-jobs: Dull, Dirty & Dangerous, opdrachten die te saai, te vuil of te gevaarlijk zijn voor mensen. Robotarmen worden bijvoorbeeld in fabrieken gebruikt bij een lopende band om onderdelen aan elkaar te lassen of om producten op pallets te zetten.
De eerste industriële robotarm, Unimate, werd in 1961 in gebruik genomen in de General Motors-fabriek in New Jersey. Hij werd daar ingezet bij het gieten van ijzer.

### Ruimtevaart

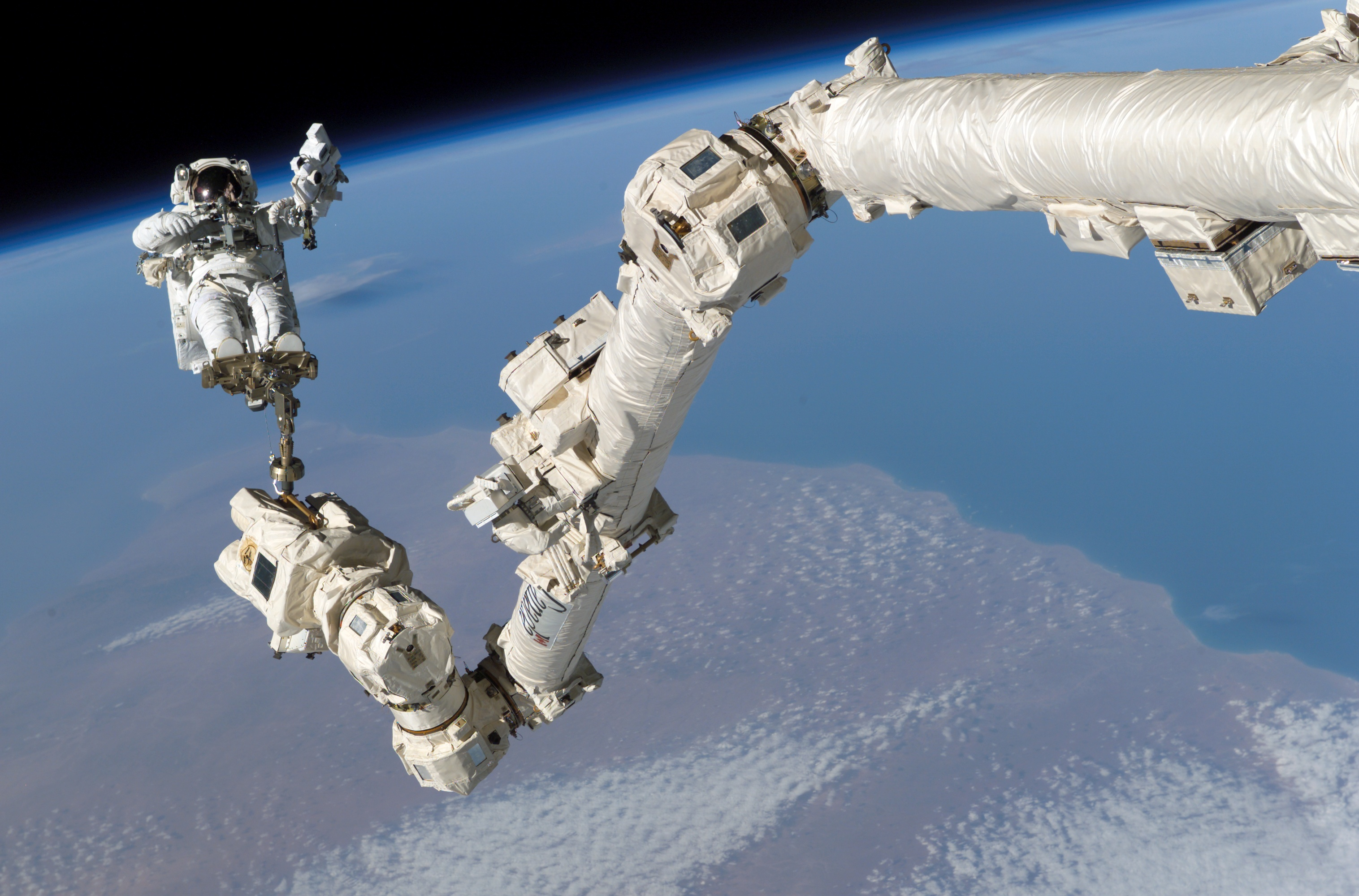
Astronaut Stephen Robinson aan de Canadarm2 van het International Space Station.

Bepaalde ruimtevaartuigen, zoals verkenningsrobots, ruimtestations en ruimteveren, bezitten een robotarm om taken uit te voeren. Deze worden van op afstand bestuurd of, in het geval van bemande ruimtevaartuigen, door de ruimtevaarders aan boord van het ruimtevaartuig.

### Amusement

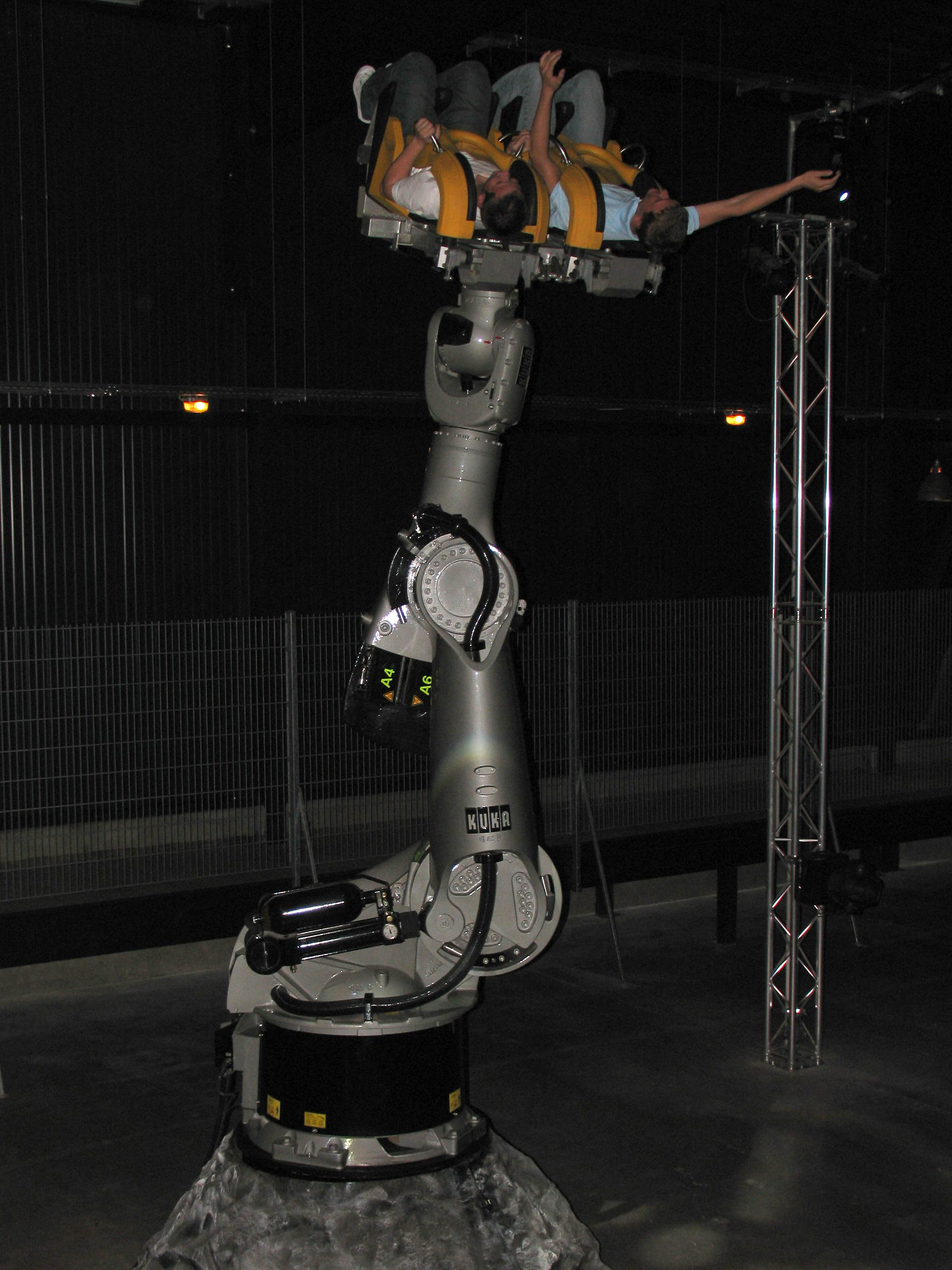
Een Robocoaster.

Robotarmen worden tegenwoordig ook gebruikt in attractieparken om bezoekers te vermaken. Deze attracties, Robocoasters geheten, maken gebruik van een of meerdere robotarmen om de inzittenden heen en weer te bewegen. De robotarm kan stilstaan maar de robotarm kan ook op een bewegend voertuig gemonteerd zijn, zoals het karretje van een achtbaan: de inzittenden ervaren dan niet alleen de g-krachten van de achtbaan maar ook de bewegingen van de robotarm.
De eerste Robocoaster werd in 2003 in Legoland Billund in Denemarken in gebruik genomen. Andere parken waar een Robocoaster te vinden is, zijn Legoland Duitsland en het Franse Futuroscope.